# 小糸正樹
小糸正樹（こいと まさき）は、経済産業省出身の元官僚である。神奈川県出身。昭和６０年東京大学法学部卒業後、旧通産省へ。経済産業省産業技術産業局産業技術政策課長、特許庁総務部長、商務情報政策局海外需要開拓支援機構準備室長兼官房審議官、同機構専務執行役員、復興庁統括官などを歴任。